# ندای وظیفه: بلک اپس ۳
ندای وظیفه: عملیات سیاه ۳ (به انگلیسی: Call of Duty: Black Ops III) یک بازی ویدئویی در سبک تیراندازی اول شخص از مجموعه بازی‌های ندای وظیفه که توسط استودیوی تری‌آرک ساخته شده‌است. این بازی ادامهٔ نسخه ندای وظیفه: بلک اپس ۲ در سال ۲۰۱۲ به‌شمار می‌رود، و توسط شرکت اکتیویژن در تاریخ ۶ نوامبر ۲۰۱۵ برای مایکروسافت ویندوز، پلی‌استیشن ۳، پلی‌استیشن ۴، اکس‌باکس ۳۶۰ و اکس‌باکس وان منتشر شد.

## گیم پلی
کمپین وی در بلک اپس ۳ برای پشتیبانی از گیم پلی ۴ نفره طراحی شده‌است که امکان طراحی سطح بزرگتر، بازتر و تیراندازی کمتر از راهرو را فراهم می‌کند. علاوه بر این، بازیکن می‌تواند ظاهر و لباس شخصیت خود را سفارشی کند. این کمپین از سیستم پیشرفت خاص خود برخوردار است و دارای نشانه‌های بازکردن قفل است که باید در هنگام پیشرفت در کمپین برای به دست آوردن سلاح‌ها و چرخ دنده‌های مختلف استفاده شود. بازی دارای یک حالت دشواری «واقع گرایانه» است که در آن بازیکنان در صورت اصابت یک گلوله شکست می‌خورند. با پایان دادن به تمام ماموریت‌های مبارزاتی، حالت «کابوس ها» نیز باز می‌شود، جایی که بازیکنان می‌توانند کل مبارزات را با روایتی جدید پخش کنند و همچنین زامبی‌ها را جایگزین بیشتر دشمنان عادی کنند.
نسل هشتم : بازی بدلیل سخت افزاز ضعیف کنسول های نسل هشتم ( پلی استیشن 3 , ایکس باکس 360 ) فاقد بخش داستانی ( تک نفره ) است و فقط بخش چندنفره ( مولتی پلیر ) و زامبی در دسترس بازیکنان است.

## بازتاب‌ها
| گردآورنده | امتیاز                                 |
| --------- | -------------------------------------- |
| متاکریتیک | (XONE) 81/100 (PS4) 81/100 (PC) 73/100 |

| ناشر                    | امتیاز |
| ----------------------- | ------ |
| دستراکتید               | 8.5/10 |
| الکترونیک گیمینگ مانثلی | 9.5/10 |
| گیم‌اسپات                | 7/10   |
| گیمز ریدار+             | 9/10   |
| جاینت بامب              | [ ۱۰ ] |
| آی‌جی‌ان                  | 9.2/10 |
| پولیگان                 | 7/10   |